# .tf
.tf為法屬南部和南極領地國家及地區頂級域（ccTLD）的域名。該域名於1997 年 8 月 26 日啟用。电子游戏军团要塞2相关的网站較多使用該域名。2021 年 1 月 1 日之后，英国居民将无法注册任何新的.tf 域名。但是在2020 年 12 月 31 日之前由英國人注册的所有域名仍能繼續使用。

## 外部連結
- IANA .tf whois information（页面存档备份，存于）
- AFNIC（页面存档备份，存于）
- .tf official information website
- Adamsnames（页面存档备份，存于）